# 아이치현 제13구
아이치현 제13구(愛知県 第13区)는 일본의 중의원 선거구이다. 1994년 공직선거법으로 신설되었다.

## 지역
- 헤키난시
- 가리야시
- 안조시
- 지류시
- 다카하마시